# 대화형 ADPCM
VOX 또는 대화형 ADPCM은 낮은 샘플링 레이트로 디지털화된 음성 데이터를 저장하기 위해 최적화된 오디오 파일 포맷이다. VOX 파일은 전화 응용 프로그램에서 널리 쓰이고 있다. 

다른 ADPCM 포맷과 비슷하게 VOX는 오디오 데이터를 4비트 연속 샘플링으로 압축한다. 원본 VOX 문서는 기록과 재생 주파수를 명시하고 있지 않다. 이는 개발자의 재량에 달려있기 때문으로 추정된다. 그러나 전통적으로 파일들은 보통 초당 6000 또는 8000 샘플 수의 샘플링 레이트를 가진다. 하지만 초당 8000 샘플 수(8000 Hz)가 더 일반적이다. WAV 파일과는 다르게 VOX 파일은 인코딩 포맷이나 샘플링 레이트를 명시하기 위한 헤더 파일을 갖고 있지 않으며, 그러므로 파일을 재생시키기 위해서는 이것들에 대한 정보를 갖고 있어야 한다. 이러한 정보가 알려지지 않았을 경우, VOX 파일은 보통 8000 Hz의 샘플링 레이트의 대화형 ADPCM으로 인코딩되어 있다고 추정된다. VOX 파일이 대화형 ADPCM이 아닌 포맷으로 인코딩되어 있을 수도 있지만, 그런 경우는 흔하지 않다.
VOX 파일은 개방형 파일 포맷이다.